# The Restless
Pour plus de détails, voir Fiche technique et Distribution.
The Restless (hangeul : 중천, hanja : 中天) est un film sud-coréen de Jo Dong-oh sorti en 2006, interdit aux moins de 10 ans.

## Synopsis
Yi Kwak, un chasseur de démons recherché par les autorités du Royaume unifié de Shilla, se retrouve après avoir été piégé par des villageois, à Jung-Cheon, l'entre-monde. Dans ce lieu où les âmes ne séjournent que 49 jours avant de se réincarner, il rencontre Yon-hwa sa fiancée brulée comme sorcière par des villageois. Mais dans ce monde, elle est devenue So-hwa, une Chuneen libérée des souvenirs terrestres et a donc oublié qui est cet homme qui la protège.
Ban Chu l'ancien maitre de Yi Kwak, cherche à récupérer la pierre sacrée que porte So-hwa, afin de pouvoir accéder avec ses hordes au monde des vivants mais Yi Kwak le tue, permettant à So-hwa de rejoindre les cieux.

## Fiche technique
- Titre original : 중천
- Titre français : The Restless
- Réalisation : Cho Dong-oh
- Scénario : Cho Dong-oh, Chol Hee-dae
- Direction artistique : Han Zhong, Wu Ming
- Décors : Limingshan, Taoxinjian
- Costumes : Emi Wada
- Photographie : Youngho Kim
- Son : Taeyoung Chai
- Montage : Nayoung Nam Mori
- Musique : Shiro Sagisu
- Production : Minwhan Jo, Sungscoo Kim, Jeonghwa Choi, Zhang Xia
- Société(s) de production : NaBi Pictures
- Société(s) de distribution :
- Budget :
- Pays d'origine : Corée du Sud
- Langue originale : coréen
- Format : couleur
- Genre : drame
- Durée : 100 minutes
- Dates de sortie :
  -  Corée du Sud : 14 octobre 2006
  -  France : 20 août 2008
- Classification (facult.)

## Distribution
- Jeong Woo-seong
- Kim Tae-hee
- Huh Joon-ho
- Park Sang-wook
- So Yi-hyeun
- Kim Kwang-il
- Yu Ha-jun
- Jung Ug